# Planeta
Planeta (em grego: πλανήτης; romaniz.: planḗtēs; lit.  "viajante", pronunciado: [planεːtεːs]) é um corpo celeste que orbita uma estrela ou um remanescente de estrela, com massa suficiente para se tornar esférico pela sua própria gravidade, mas não ao ponto de causar fusão termonuclear, e que tenha limpado de planetesimais a sua região vizinha (dominância orbital). O termo planeta é antigo, com ligações com a história, astrologia, ciência, mitologia e religião. Os planetas eram vistos por muitas culturas antigas como divinos ou emissários de deuses. À medida que o conhecimento científico evoluiu, a percepção humana sobre os planetas mudou, incorporando diversos tipos de objetos. Em 2006, a União Astronômica Internacional (UAI) adotou oficialmente uma resolução definindo planetas dentro do Sistema Solar, a qual tem sido elogiada e criticada, permanecendo em discussão entre alguns cientistas.
O cientista grego Ptolomeu imaginava que os planetas orbitavam a Terra, em movimentos do epiciclo e círculo deferente. Embora a ideia de que os planetas orbitavam o Sol tivesse sido sugerida muitas vezes, somente no século XVII esta visão foi suportada por evidências pelas primeiras observações telescópicas, realizadas por Galileu Galilei. Através da cuidadosa análise dos dados das observações, Johannes Kepler descobriu que as órbitas dos planetas não são circulares, mas elípticas. À medida que as ferramentas de observação foram desenvolvidas, os astrônomos perceberam que os planetas, como a Terra, giravam em torno de eixos inclinados e que alguns compartilhavam características como calotas polares e estações do ano. Desde o início da era espacial, observações mais próximas por meio de sondas demonstraram que a Terra e os outros planetas também compartilham características como vulcanismo, furacões, tectônica e até mesmo hidrologia.
Os planetas do Sistema Solar são divididos em dois tipos principais: os grandes planetas gigantes gasosos (ou jovianos), de baixa densidade, e os menores e rochosos planetas telúricos ou terrestres. Pelas definições da UAI, há oito planetas no Sistema Solar: em ordem crescente de distância do Sol, são os quatro planetas telúricos Mercúrio, Vênus, Terra e Marte, e depois os quatro gigantes gasosos Júpiter, Saturno, Urano e Netuno. Seis dos planetas são orbitados por um ou mais satélites naturais. Além disso, o Sistema Solar possui pelo menos cinco planetas anões e centenas de milhares de corpos menores.
Vários milhares de planetas orbitando outras estrelas ("planetas extrassolares" ou "exoplanetas") foram descobertos na Via Láctea. Até 1º de março de 2021, foram descobertos 4 687 planetas extrassolares, em 3 463 sistemas planetários (incluindo 770 sistemas multiplanetários), variando em tamanho desde mais ou menos o tamanho da Lua até gigantes gasosos com aproximadamente duas vezes o tamanho de Júpiter, dos quais mais de cem com o mesmo tamanho da Terra, nove dos quais estão à mesma distância relativa de suas estrelas que a Terra do Sol, isto é, estão na zona habitável circunstelar. Em 20 de dezembro de 2011, a equipe do telescópio espacial Kepler registrou a descoberta dos primeiros planetas extrassolares do tamanho da Terra, Kepler-20e e Kepler-20f, orbitando uma estrela similar ao Sol, Kepler-20. Um estudo de 2012, analisando dados de microlente gravitacional, estima uma média de 1,6 planeta ligado a cada estrela da Via Láctea. Acredita-se que uma em cada cinco estrelas similares ao Sol possui um planeta do tamanho da Terra em sua zona habitável. Os planetas são mais numerosos que as estrelas.

## História

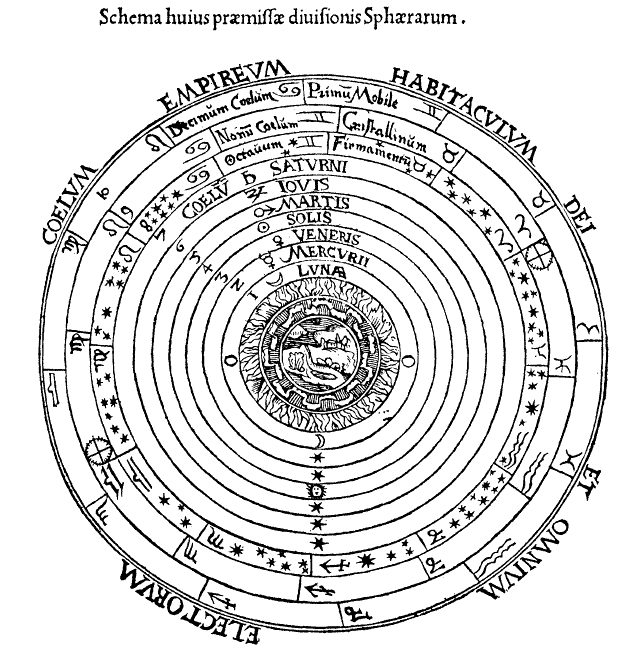
Representação impressa de um modelo cosmológico geocêntrico em "Cosmographia", Antuérpia, 1539

A ideia de planeta evoluiu ao longo da história, das luzes divinas da antiguidade aos objetos concretos da era científica. O conceito se expandiu para incluir mundos não apenas no Sistema Solar, mas em centenas de sistemas extrassolares. As ambiguidades inerentes à definição de planeta levaram a muita controvérsia científica.
Os cinco planetas clássicos do Sistema Solar, sendo visíveis a olho nu, são conhecidos desde a antiguidade e tiveram um impacto significativo na mitologia, cosmologia religiosa e astronomia antiga. Na antiguidade, os astrônomos notaram como certas luzes se moviam no céu em relação às outras estrelas. Os antigos gregos chamaram essas luzes "πλάνητες ἀστέρες" (planetes asteres: "estrelas errantes") ou simplesmente "πλανήτοι" (planētoi: "errantes"), a partir do que derivou a palavra atual "planeta". Nas antigas Grécia, China e Babilônia e em quase todas as civilizações pré-modernas, acreditava-se quase universalmente que a Terra era o centro do universo e que todos os planetas a circundavam. A razão para esta percepção era que todos os dias as estrelas e planetas pareciam girar em torno da Terra, e o aparente senso comum da percepção de que a Terra era sólida e estável e que estava em repouso e não se movendo.

### Babilônia
A primeira civilização que se sabe ter possuído uma teoria funcional para os planetas foi a babilônica, que viveu na Mesopotâmia no primeiro e segundo milênios a.C.. O mais antigo texto astronômico planetário remanescente é a tábua de Vênus de Ammisaduqa, uma cópia do século VII a.C. de uma lista de observações dos movimentos do planeta Vênus que provavelmente data do segundo milênio a.C.. O MUL.APIN é um par de tábuas cuneiformes datado do século VII a.C. que registra os movimentos do Sol, Lua e planetas ao longo de um ano. Os astrólogos babilônicos também lançaram as fundações do que se tornou depois a astrologia ocidental. O Enuma anu enlil, escrito durante o período neoassírio no século VII a.C., compreende uma lista de profecias e suas relações com vários fenômenos celestiais, inclusive os movimentos dos planetas.
Vênus, Mercúrio e os planetas externos Marte, Júpiter e Saturno foram todos identificados pelos astrônomos babilônicos. Eles permaneceriam como os únicos planetas conhecidos até a invenção do telescópio, no início da era moderna.

### Astronomia greco-romana
| Atual           | Lua    | Mercúrio    | Vênus  | Sol   | Marte  | Júpiter   | Saturno    |
| Europa Medieval | ☾ LVNA | ☿ MERCVRIVS | ♀VENVS | ☉ SOL | ♂ MARS | ♃ IVPITER | ♄ SATVRNVS |

Os gregos antigos inicialmente não deram muita importância aos planetas como os babilônicos. Os pitagóricos, nos séculos VI e V a.C., parecem ter desenvolvido sua própria teoria planetária independente, que consistia na Terra, o Sol, a Lua e os planetas girando em torno de um "fogo central", no centro do universo. Atribui-se a Pitágoras ou Parmênides de Eleia ter primeiro identificado a estrela vespertina e a estrela matutina (Vênus) como sendo o mesmo objeto, embora isso já fosse sabido há muito tempo pelos babilônicos. No século III a.C., Aristarco de Samos propôs um sistema heliocêntrico, segundo o qual a Terra e os planetas giravam em torno do Sol. Entretanto, o sistema geocêntrico permaneceria dominante até a revolução científica.
A máquina de Anticítera era um computador analógico projetado para calcular a posição relativa do Sol, Lua e planetas.
Até o século I a.C., durante o período helenístico, os gregos tinham começado a desenvolver esquemas matemáticos para predizer as posições dos planetas. Esses esquemas, que se baseavam mais em geometria do que na aritmética dos babilônicos, acabaram por eclipsar as teorias babilônicas por serem mais complexos e abrangentes, contemplando a maioria dos movimentos astronômicos observados da Terra a olho nu. Essas teorias atingiriam sua expressão máxima no Almagesto escrito por Ptolomeu no século II d.C.. A dominação do modelo de Ptolomeu foi tão completa que ele superou todos os trabalhos anteriores em astronomia e permaneceu como o texto astronômico definitivo por 13 séculos. Para os gregos e romanos, eram sete os planetas conhecidos, cada um circundando a Terra de acordo com as complexas leis colocadas por Ptolomeu. Eles eram, em ordem crescente a partir da Terra (a ordem de Ptolomeu), a Lua, Mercúrio, Vênus, o Sol, Marte, Júpiter e Saturno.
Cícero, no seu De Natura Deorum, enumerou os planetas conhecidos durante o século I a.C., usando os nomes utilizados na época.
"Mas há mais motivo para espanto nos movimentos das cinco estrelas que são falsamente chamadas vagantes; falsamente, porque nada vaga por toda a eternidade preservando seus cursos adiante e retrógrado, bem como seus outros movimentos, constantes e inalterados. Por exemplo, a estrela que está mais distante da Terra, que é conhecida como a estrela de Saturno, e é conhecida pelos gregos como Φαίνων (Phainon), completa o seu curso em cerca de trinta anos, e embora neste curso ela faça muito que é espantoso, primeiro precedendo o Sol, depois reduzindo a velocidade, ficando invisível durante a noite e voltando a ser vista pela manhã, ela nunca, através das eras intermináveis do tempo, faz qualquer variação, mas realiza os mesmos movimentos nos mesmos tempos. Abaixo dela, e mais próximo da Terra, move-se o planeta de Júpiter, que é chamado em grego Φαέθων (Faetonte); ele completa a mesma volta dos doze signos em doze anos, e realiza no seu curso as mesmas variações que o planeta de Saturno. O próximo círculo abaixo é ocupado por Πυρόεις (Pyroeis), que é chamado o planeta de Marte e atravessa o mesmo círculo dos outros dois planetas acima dele em quatro e vinte meses, a menos, eu acho, de seis dias. Abaixo deste está o planeta de Mercúrio, que é chamado pelos gregos Στίλβων (Stilbon); ele atravessa o círculo do zodíaco em mais ou menos a revolução do ano, e nunca está a mais de um signo de distância do Sol, movendo-se uma hora na frente deste, e em outra atrás dele. A mais baixa das cinco estrelas vagantes, e a mais próxima da Terra, é o planeta de Vênus, que é chamado Φωσϕόρος (Eósforo) em grego e Lúcifer em latim, quando está precedendo o Sol, mas Ἕσπερος (Héspero) quando o está seguindo; ele completa o seu curso em um ano, atravessando o zodíaco latitudinalmente e longitudinalmente, como também é feito pelos planetas acima dele, e em qualquer lado em que o Sol esteja, nunca se separa dele mais do que a distância de dois signos."

### Índia antiga
Em 499, o astrônomo indiano Aryabhata propôs um modelo planetário que explicitamente incorporava a rotação da Terra sobre seu eixo, a qual ele indicava como a causa do que parece ser um movimento das estrelas para o oeste. Ele também acreditava que a órbita dos planetas era elíptica. Este modelo foi amplamente aceito por muitos astrônomos indianos posteriores a ele. Os seguidores de Aryabhata foram particularmente fortes no sul da Índia, onde seus princípios da rotação da Terra em ciclos diários, entre outros, foram seguidos e serviram de base a diversos trabalhos secundários.
Em 1500, Nilakantha Somayaji, da escola Kerala de astronomia e matemática, no seu Tantrasangraha, revisou o modelo de Aryabhata. No seu Aryabhatiyabhasya, um comentário sobre a obra Aryabhatiya de Aryabhata, ele desenvolveu um modelo planetário em que Mercúrio, Vênus, Marte, Júpiter e Saturno orbitavam o Sol, que por sua vez orbitava a Terra, de forma similar ao sistema Tychonico proposto mais tarde por Tycho Brahe no final do século XVI. A maioria dos astrônomos da escola Kerala que o seguiram aceitou seu modelo planetário.

### Mundo islâmico
No século XI, o trânsito de Vênus foi observado pelo sábio persa Avicena, que sustentou que Vênus estava, pelo menos algumas vezes, abaixo do Sol. No século XII, o astrônomo andaluz Ibn Bajjah reportou ter visto "dois planetas como manchas negras na face do Sol", o que foi mais tarde atribuído pelo astrônomo Qotb al-Din Shirazi, do observatório de Maragha (no atual Irã), no século XIII, ao trânsito de Mercúrio e Vênus. Entretanto, Ibn Bajjah não pode ter observado um trânsito de Vênus, já que nenhum ocorreu ao longo da sua vida.

### Renascimento europeu
| Mercúrio | Vênus | Terra | Marte | Júpiter | Saturno |

Com o advento da Revolução Científica, o uso do termo "planeta" mudou de alguma coisa que se movia no céu (em relação ao campo estelar) para um corpo que orbitava a Terra (ou que se acreditava fazê-lo, naquela época) e, no século XVIII, para alguma coisa que orbitava diretamente o Sol, quando o modelo heliocêntrico de Copérnico, Galileu e Kepler foi aceito.
Com isso a Terra foi incluída na lista de planetas, enquanto o Sol e a Lua foram excluídos. No início, quando os primeiros satélites de Júpiter e Saturno foram descobertos no século XVII, os termos "planeta" e "satélite" foram usados indistintamente, e o segundo gradualmente ganhou prevalência no século seguinte. Até a metade do século XIX, o número de "planetas" cresceu rapidamente, porque qualquer nova descoberta de objeto orbitando o Sol era relacionada como um planeta pela comunidade científica.

### Século XIX
| Mercúrio | Vênus | Terra | Marte | Vesta | Juno | Ceres | Palas | Júpiter | Saturno | Urano |

No século XIX, os astrônomos começaram a perceber que corpos recentemente descobertos, que haviam sido classificados como planetas por quase meio século (como Ceres, Palas, Juno e Vesta), eram muito diferentes dos tradicionais. Esses corpos compartilhavam a mesma região do espaço entre Marte e Júpiter (o cinturão de asteroides) e tinham massa muito menor; como resultado, eles foram classificados como "asteroides". Na ausência de uma definição formal, um "planeta" passou a ser entendido como qualquer objeto "grande" que orbitasse o Sol. Como havia uma enorme diferença de tamanho entre asteroides e planetas e a enxurrada de novos descobrimentos parecia concluída depois da descoberta de Netuno em 1846, não havia uma necessidade aparente de uma definição formal.

### Século XX
| Mercúrio | Vênus | Terra | Marte | Júpiter | Saturno | Urano | Netuno |

No século XX, Plutão foi descoberto. Como as observações iniciais indicaram que ele era maior do que a Terra, o objeto foi imediatamente aceito como o nono planeta. O acompanhamento posterior mostrou que ele era na verdade muito menor: em 1936, Raymond Lyttleton sugeriu que Plutão poderia ser um satélite escapado de Netuno e Fred Whipple sugeriu em 1964 que ele poderia ser um cometa. Porém, como ainda era muito maior do que todos os asteroides conhecidos e a população de planetas anões e outros objetos transnetunianos não estava bem desenvolvida, ele manteve seu status até 2006.
| Mercúrio | Vênus | Terra | Marte | Júpiter | Saturno | Urano | Netuno | Plutão |

Em 1992, os astrônomos Aleksander Wolszczan e Dale Frail anunciaram a descoberta de planetas em torno de um pulsar, PSR B1257+12, a qual costuma ser considerada a primeira detecção definitiva de um sistema planetário em torno de outra estrela. Em 6 de outubro de 1995, Michel Mayor e Didier Queloz, da Universidade de Genebra, anunciaram a primeira detecção definitiva de um exoplaneta orbitando uma estrela normal da sequência principal (51 Pegasi).
A descoberta de planetas extrassolares levou a outra ambiguidade em se definir um planeta: o ponto em que um planeta se torna uma estrela. Muitos planetas extrassolares conhecidos possuem massa várias vezes maior do que a de Júpiter, aproximando-se dos objetos estelares conhecidos como "anãs marrons”. As anãs marrons são geralmente consideradas estrelas devido a sua capacidade de fundir o deutério, um isótopo pesado do hidrogênio. Enquanto estrelas com massa de mais de 75 vezes a de Júpiter fundem o hidrogênio, estrelas com massa de apenas 13 vezes a de Júpiter fundem o deutério. Entretanto, o deutério é muito raro e a maioria das anãs marrons teria parado de fundir o deutério muito antes do seu descobrimento, tornando-as efetivamente indistintas de planetas superpesados.

### Século XXI
| Mercúrio | Vênus | Terra | Marte | Júpiter | Saturno | Urano | Netuno |

Com a descoberta, durante a segunda metade do século XX, de mais objetos no Sistema Solar e de grandes objetos em torno de outras estrelas, surgiram discussões sobre o que deveria constituir um planeta. Havia uma particular discordância quanto a se considerar como um planeta um objeto que fizesse parte de uma população distinta, como um cinturão, ou que fosse grande o suficiente para gerar energia por fusão nuclear do deutério.
Um número crescente de astrônomos afirmava que Plutão deveria ser desclassificado como um planeta, uma vez que muitos objetos similares, com tamanho aproximado ao seu, haviam sido descobertos na mesma região do Sistema Solar (o cinturão de Kuiper) nas décadas de 1990 e 2000. Considerava-se que Plutão fosse apenas um pequeno corpo, numa população de milhares.
Alguns deles, como Quaoar, Sedna e Éris, foram anunciados na imprensa popular como o décimo planeta, mas não obtiveram reconhecimento científico generalizado. Em 2005, o anúncio de Éris, um objeto com massa 27% maior do que Plutão, criou a necessidade e o desejo público para uma definição oficial de planeta.
Reconhecendo o problema, a UAI iniciou o processo de criação de uma definição de planeta e produziu uma em agosto de 2006. O número de planetas caiu para os oito corpos significativamente grandes que tinham dominância em sua órbita (Mercúrio, Vênus, Terra, Marte, Júpiter, Saturno, Urano e Netuno) e foi criada uma nova classe de planetas anões, contendo inicialmente três objetos (Ceres, Plutão e Éris).

#### Planeta extrassolar
Não há uma definição oficial de planeta extrassolar. Em 2003, o Grupo de Trabalho da UAI para Planetas Extrassolares fez uma declaração sobre a definição de um planeta, mas esta declaração nunca foi proposta como uma resolução oficial da IAU e nunca foi votada pelos membros da IAU. A declaração incorpora as seguintes linhas mestras, mais relacionadas ao limite entre planetas e anãs marrons:
1. são planetas os objetos com massa real abaixo da massa limite para fusão nuclear do deutério (atualmente calculada em 13 vezes a massa de Júpiter, para objetos com a mesma abundância isotópica do Sol)[55] e que orbitam estrelas ou remanescentes estelares, independentemente de como foram formados; a massa e tamanho mínimos requeridos para um objeto extrassolar ser considerado um planeta devem ser os mesmos usados no Sistema Solar;
2. objetos subestelares com massa real acima da massa limite para fusão nuclear do deutério são "anãs marrons", independentemente de como se formaram ou onde se localizam;
3. objetos livres em aglomerados estelares jovens, com massa abaixo da massa limite para fusão nuclear do deutério, não são "planetas" e sim "subanãs marrons" (ou outro nome mais apropriado a ser atribuído).

Esta definição tem sido largamente utilizada por astrônomos quando da divulgação de descobertas de exoplanetas em publicações acadêmicas. Embora provisória, ela permanece uma efetiva definição de trabalho, até que uma de caráter mais permanente seja formalmente adotada. Ela não trata da disputa sobre o limite inferior de massa, portanto está fora da controvérsia sobre objetos internos ao Sistema Solar. Esta definição também não trata do status planetário de objetos orbitando anãs marrons, como o 2M1207b.
Uma definição de uma subanã marrom é: um objeto com massa de planeta, formado por colapso de nebulosa e não por acreção. Não há uma concordância universal com esta distinção do processo de formação de uma subanã marrom e de um planeta, pois os astrônomos se dividem quanto a se considerar o processo de formação como parte da sua divisão na classificação. Uma razão para o dissenso é que nem sempre é possível determinar o processo de formação. Por exemplo, um planeta formado por acreção em torno de uma estrela pode ser ejetado pelo sistema e se tornar vagante, assim como uma subanã marrom que se formou sozinha em um aglomerado estelar por colapso de nebulosa pode ser capturado para a órbita de uma estrela.
| Ceres | Plutão | Makemake | Haumea | Éris |

Um estudo sugere que objetos acima de 10 massas de Júpiter (MJ) se formaram devido a instabilidade gravitacional e não deveriam ser considerados planetas.
O corte em 13 massas de Júpiter é mais uma massa média do que um valor limite preciso. Objetos grandes queimarão a maior parte do seu deutério e os menores queimarão apenas uma parte, e o valor de 13 MJ está neste intervalo. Na verdade, os cálculos mostram que um objeto funde 50% do seu conteúdo inicial de deutério quando sua massa total está entre 12 e 14 MJ. A quantidade de deutério fundido depende não apenas da massa, mas também da composição do objeto, da quantidade de hélio e deutério presente. Desde 2011, a Enciclopédia de Planetas Extrassolares inclui objetos de até 25 massas de Júpiter, dizendo "O fato de que não existe nenhuma característica especial em 13 MJ no espectro de massa observado reforça a escolha de esquecer este limite de massa". A partir de 2016, este limite foi aumentado para 60 massas de Júpiter, com base em um estudo de relações massa-densidade. O Exoplanet Data Explorer inclui objetos de até 24 MJ, com o aviso: "A distinção de 13 massas de Júpiter pelo Grupo de Trabalho da UAI é fisicamente imotivado para planetas com núcleos rochosos, e observacionalmente problemático devido à ambiguidade de sen i". O NASA Exoplanet Archive inclui objetos com massa (ou massa mínima) igual ou menor do que 30 massas de Júpiter.
Outro critério para distinguir planetas e anãs marrons, em lugar da fusão do deutério, processo de formação ou localização é se a pressão do núcleo é dominada pela pressão de Coulomb ou pela pressão de degenerescência eletrônica.

#### Definição da UAI de 2006
A questão do limite inferior foi tratada durante o encontro de 2006 da Assembleia Geral da UAI. Depois de muito debate, a assembleia votou e aprovou resolução com a seguinte definição de planeta dentro do Sistema Solar:
Um planeta é um corpo celestial que (a) está em órbita em torno do Sol, (b) possui massa suficiente para que sua própria gravidade supere as forças de corpo rígido, de modo que ele adquira uma forma de equilíbrio hidrostático (próxima à esférica) e (c) tenha dominância em sua órbita.
Por esta definição, o Sistema Solar é composto de oito planetas. Corpos que preenchem as duas primeiras condições, mas não a terceira, como Ceres, Plutão e Éris, são classificados como planetas anões, desde que não sejam satélites naturais de outros planetas. Originalmente, um comitê da UAI havia proposto uma definição que teria incluído um número muito maior de planetas, já que não considerava (c) como um critério. Depois de muita discussão, foi decidido pelo voto que esses corpos seriam classificados como planetas anões.
Esta definição se baseia em teorias de formação planetária, segundo as quais embriões planetários primeiramente limpam a sua vizinhança orbital de outros objetos menores. Como descreve o astrônomo Steven Soter:
A definição de 2006 da UAI apresenta alguns desafios para exoplanetas, porque a linguagem é específica para o Sistema Solar e porque os critérios de esfericidade e dominância de órbita não são observáveis atualmente. O astrônomo Jean-Luc Margot propôs um critério matemático que determina se um objeto pode limpar a sua órbita durante o tempo de vida da sua estrela, com base na massa do planeta, seu semieixo maior e a massa da sua estrela. A fórmula produz um valor π que é maior que 1 para planetas. Os oito planetas do Sistema Solar e todos os exoplanetas conhecidos têm valores acima de 100, enquanto Ceres, Plutão e Eris têm valores de 0,1 ou menores. Espera-se que objetos com π de 1 ou mais sejam aproximadamente esféricos, de modo que objetos que atendam ao critério de dominância de órbita automaticamente atendem ao requisito de esfericidade.

### Objetos inicialmente considerados planetas
A tabela abaixo relaciona os corpos do Sistema Solar inicialmente considerados como planetas, mas que não o são mais com base na definição da UAI, bem como se eles seriam considerados planetas sob as definições de Stern de 2002 e 2018.
| Corpo                                                                                 | Classificação UAI                           | Planeta geofísico?                                                 | Notas | |
| ------------------------------------------------------------------------------------- | ------------------------------------------- | ------------------------------------------------------------------ | --- | --- |
| Sol                                                                                   | Estrela                                     | Não                                                                | Classificado como um planeta clássico, de acordo com o modelo geocêntrico atualmente reprovado. | Classificado como um planeta clássico, de acordo com o modelo geocêntrico atualmente reprovado.                                                                                                |
| Lua                                                                                   | Satélite natural                            | Sim                                                                | Classificado como um planeta clássico, de acordo com o modelo geocêntrico atualmente reprovado. | Classificado como um planeta clássico, de acordo com o modelo geocêntrico atualmente reprovado.                                                                                                |
| Io, Europa                                                                            | Satélites naturais                          | Possivelmente (talvez em equilíbrio devido ao aquecimento de maré) | As quatro maiores luas de Júpiter, conhecidas como Luas de Galileu, em função de sua descoberta por Galileu Galilei. Ele se referia a elas como as "Luas de Médici", em homenagem ao seu patrocinador, a Casa de Médici. Elas eram conhecidas como "planetas secundários". | |
| Ganímedes, Calisto                                                                    | Satélites naturais                          | Sim                                                                | As quatro maiores luas de Júpiter, conhecidas como Luas de Galileu, em função de sua descoberta por Galileu Galilei. Ele se referia a elas como as "Luas de Médici", em homenagem ao seu patrocinador, a Casa de Médici. Elas eram conhecidas como "planetas secundários". | |
| Titã                                                                                  | Satélite natural                            | Sim                                                                | | |
| Reia                                                                                  | Satélite natural                            | Possivelmente (excluído em 2002)                                   | Cinco das luas maiores de Saturno, descobertas por Christiaan Huygens e Giovanni Domenico Cassini. Assim como as luas maiores de Júpiter, eram conhecidas como "planetas secundários".                                                                                     | Cinco das luas maiores de Saturno, descobertas por Christiaan Huygens e Giovanni Domenico Cassini. Assim como as luas maiores de Júpiter, eram conhecidas como "planetas secundários".         |
| Jápeto, Tétis e Dione                                                                 | Satélites naturais                          | Não                                                                | Cinco das luas maiores de Saturno, descobertas por Christiaan Huygens e Giovanni Domenico Cassini. Assim como as luas maiores de Júpiter, eram conhecidas como "planetas secundários".                                                                                     | Cinco das luas maiores de Saturno, descobertas por Christiaan Huygens e Giovanni Domenico Cassini. Assim como as luas maiores de Júpiter, eram conhecidas como "planetas secundários".         |
| Juno                                                                                  | Asteroide                                   | Não                                                                | Considerados planetas desde suas descobertas entre 1801 e 1807, até que foram reclassificados como asteroides durante os anos 1850. Ceres foi classificado pela UAI como planeta anão em 2006.                                                                             | Considerados planetas desde suas descobertas entre 1801 e 1807, até que foram reclassificados como asteroides durante os anos 1850. Ceres foi classificado pela UAI como planeta anão em 2006. |
| Palas                                                                                 | Asteroide                                   | Não                                                                | Considerados planetas desde suas descobertas entre 1801 e 1807, até que foram reclassificados como asteroides durante os anos 1850. Ceres foi classificado pela UAI como planeta anão em 2006.                                                                             | Considerados planetas desde suas descobertas entre 1801 e 1807, até que foram reclassificados como asteroides durante os anos 1850. Ceres foi classificado pela UAI como planeta anão em 2006. |
| Vesta                                                                                 | Asteroide                                   | Inicialmente                                                       | Considerados planetas desde suas descobertas entre 1801 e 1807, até que foram reclassificados como asteroides durante os anos 1850. Ceres foi classificado pela UAI como planeta anão em 2006.                                                                             | Considerados planetas desde suas descobertas entre 1801 e 1807, até que foram reclassificados como asteroides durante os anos 1850. Ceres foi classificado pela UAI como planeta anão em 2006. |
| Ceres                                                                                 | Planeta anão e asteroide                    | Sim                                                                | Considerados planetas desde suas descobertas entre 1801 e 1807, até que foram reclassificados como asteroides durante os anos 1850. Ceres foi classificado pela UAI como planeta anão em 2006.                                                                             | Considerados planetas desde suas descobertas entre 1801 e 1807, até que foram reclassificados como asteroides durante os anos 1850. Ceres foi classificado pela UAI como planeta anão em 2006. |
| Astreia, Hebe, Íris, Flora, Métis, Hígia, Partenope, Victória, Egéria, Irene, Eunomia | Asteroides                                  | Não                                                                | Mais asteroides, descobertos entre 1845 e 1851. A expansão rápida da lista de corpos entre Marte e Júpiter levou a sua reclassificação como asteroides, que foi largamente aceita em 1854.                                                                                 | |
| Plutão                                                                                | Planeta anão e objeto do Cinturão de Kuiper | Sim                                                                | O primeiro objeto transnetuniano, isto é, planeta menor com semieixo maior além de Netuno. Considerado planeta entre o seu descobrimento em 1930 e a sua reclassificação como planeta anão em 2006                                                                         | |

## Mitologia e nomes

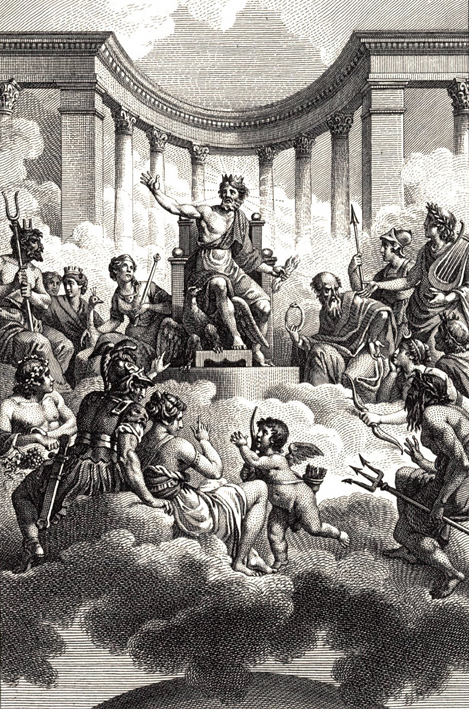
Os deuses do Olimpo, a partir dos quais os planetas do Sistema Solar foram nomeados

Os nomes dos planetas no mundo ocidental são derivados das práticas de nomeação dos romanos, as quais provêm daquelas dos gregos e babilônicos. Na Grécia antiga, os dois grandes astros Sol e Lua eram chamados Helios e Selene; o planeta mais distante (Saturno) era chamado Phainon, "o reluzente", seguido por Phaethon, (Júpiter), "o brilhante"; o planeta vermelho (Marte) era conhecido como Pyroeis, "o de cor de fogo"; o mais brilhante (Vênus) era conhecido como Phosphoros, "o que traz a luz"; e o fugaz planeta final (Mercúrio) era chamado Stilbon, "o de brilho passageiro". Os gregos também consagraram cada planeta a um dos deuses do seu panteão, os Olímpicos: Helios e Selene eram nomes tanto de deuses quanto de planetas; Phainon era consagrado a Cronos, o Titã que gerou os Olímpicos; Phaeton era consagrado a Zeus, filho de Cronos que o depôs como rei; Pyroeis foi dado a Ares, filho de Zeus e deus da guerra; Phosphoros era controlado por Afrodite, a deusa do amor; e Hermes, mensageiro dos deuses e deus do saber e da sagacidade, controlava Stilbon.
A prática grega de transplantar os nomes dos deuses para os planetas foi quase com certeza emprestada dos babilônicos. Esses nomearam Phosphoros a partir de sua deusa do amor, Ishtar, Pyroeis do deus da guerra, Nergal, Stilbon do deus do conhecimento, Nabu, e Phaeton do chefe dos deuses, Marduque. Há muitas concordâncias entre as convenções de nomes grega e babilônica para que elas tenham surgido separadamente, mas a tradução não era perfeita. Por exemplo, o babilônico Nergal era o deus da guerra, portanto os gregos o identificaram com Ares. Entretanto, diferentemente de Ares, Nergal também era o deus da peste e do submundo.
Hoje em dia, a maioria das pessoas no mundo ocidental conhece os planetas pelos nomes derivados do panteão de deuses olímpicos. Enquanto os gregos modernos ainda utilizam os seus nomes antigos para os planetas, outras línguas europeias, em função da influência do Império Romano e mais tarde da Igreja Católica, usam os nomes romanos (ou do latim) em vez dos gregos. Os romanos, que, como os gregos, eram indo-europeus, compartilhavam com eles um panteão comum com nomes diferentes, mas careciam da rica tradição narrativa que a poética cultura grega havia atribuído a seus deuses. Durante o período final da República Romana, os escritores romanos pegaram emprestada muito da narrativa grega e a aplicaram ao seu próprio panteão, a ponto de eles ficarem virtualmente indistinguíveis. Quando os romanos estudaram a astronomia grega, deram aos planetas os nomes dos seus próprios deuses: Mercúrio (para Hermes), Vênus (Afrodite), Marte (Ares), Júpiter (Zeus) e Saturno (Cronos). Quando os planetas subsequentes foram descobertos nos séculos XVIII e XIX, a prática de nomeação foi mantida com Netuno. Urano é uma exceção, uma vez que é nomeado por uma divindade grega e não pelo seu correspondente romano (Caelus).
Alguns romanos, seguindo uma crença possivelmente originária da Mesopotâmia, mas desenvolvida no Egito ptolemaico, acreditavam que os sete deuses a partir dos quais os planetas foram nomeados passavam turnos de uma hora cuidando de assuntos na Terra. A ordem dos turnos era Saturno, Júpiter, Marte, Sol, Vênus, Mercúrio e Lua (do planeta mais distante para o mais próximo). Portanto, o primeiro dia era iniciado por Saturno (1ª hora), o segundo pelo Sol (25ª hora), seguido pela Lua (49ª hora), Marte, Mercúrio, Júpiter e Vênus. Como cada dia era nomeado pelo deus que o iniciava, esta também era a ordem dos dias da semana no calendário romano, depois que o ciclo nundinal foi rejeitado — o que ainda é preservado em muitas línguas modernas.
A Terra é o único planeta cujo nome não é derivado da mitologia greco-romana. Como a Terra só foi geralmente aceita como um planeta no século XVII, não há uma tradição em nomeá-la a partir de um deus (o mesmo vale, em inglês, para o Sol e a Lua, embora eles não sejam mais considerados planetas). Muitas das línguas românicas retêm a antiga palavra romana "terra" (ou alguma variação dela), que era usada com o significado de "terra seca" (por oposição a "mar"). Entretanto, as línguas não românicas usam suas respectivas palavras nativas. Os gregos usam seu nome original Ge (ou Yi); as línguas germânicas, inclusive o inglês, usam uma variação da palavra do alemão antigo ertho, "chão".
Culturas não europeias usam outros sistemas para a nomeação planetária. A Índia usa um sistema de nomes baseado no Navagraha, que incorpora os sete planetas tradicionais (Surya para o Sol, Chandra para a Lua e Budha, Shukra, Mangala, Brihaspati e Shani para os planetas tradicionais Mercúrio, Vênus, Marte, Júpiter e Saturno) e os nós lunares ascendente e descendente (pontos em que a órbita da Lua cruza a eclíptica) Rahu e Ketu.
A China e os países da Ásia oriental historicamente sujeitos à influência cultural chinesa (como o Japão, Coreia e Vietnam) usam um sistema de nomeação baseado nos cinco elementos da China: água (Mercúrio), metal (Vênus), fogo (Marte), madeira (Júpiter) e terra (Saturno).
Na astronomia hebraica tradicional, os sete planetas tradicionais possuem (em sua maior parte) nomes descritivos — o Sol é חמה Ḥammah, ou "o quente", a Lua é לבנה Levanah, ou "a branca", Vênus é כוכב נוגה Kokhav Nogah, ou "o planeta brilhante", Mercúrio é כוכב Kokhav, ou "o planeta" (devido à falta de características que o distinguissem), Marte é מאדים Ma'adim, ou "o vermelho", e Saturno é שבתאי Shabbatai, "o que descansa" (em referência ao seu movimento lento comparado aos outros planetas visíveis). O diferente é Júpiter, chamado צדק Tzedeq, "justiça". Steiglitz sugere que isto possa ser um eufemismo para o nome original כוכב בעל Kokhav Ba'al, ou "planeta de Baal", visto como idolatria e eufemizado de maneira similar para Isbosete em II Samuel.
Em árabe, Mercúrio é عُطَارِد (ʿUṭārid, cognato com Ishtar / Astarte), Vênus é الزهرة (az-Zuhara, "o brilhante", um epíteto da deusa Uza), Terra é الأرض (al-ʾArḍ, da mesma raiz de eretz), Marte é اَلْمِرِّيخ (al-Mirrīkh, significando "flecha sem pena", devido ao seu movimento retrógrado), Júpiter é المشتري (al-Muštarī, "o confiável", em acadiano) e Saturno é زُحَل (Zuḥal, "o que se retira").

## Formação
Não se sabe com certeza como os planetas se formam. A teoria predominante é que eles são formados quando do colapso de uma nebulosa em um disco fino de gás e pó. Uma protoestrela se forma no núcleo, cercada por um disco protoplanetário giratório. Por meio de acreção (um processo de aglutinação por colisão), partículas de poeira do disco acumulam massa continuamente, formando corpos cada vez maiores. Formam-se concentrações de massa, conhecidas como planetesimais, as quais aceleram o processo de acreção ao atrair material adicional com a sua força gravitacional. Essas concentrações se tornam cada vez mais densas, até que colapsam para seu interior devido à gravidade, formando protoplanetas. Quando um planeta atinge uma massa um tanto maior do que a de Marte, ele começa a acumular uma atmosfera, aumentando muito a frequência de captura de planetesimais, por meio do arrasto atmosférico. Dependendo da história de acreção de sólidos e gases, podem resultar um planeta gigante, um gigante gelado ou um planeta terrestre.

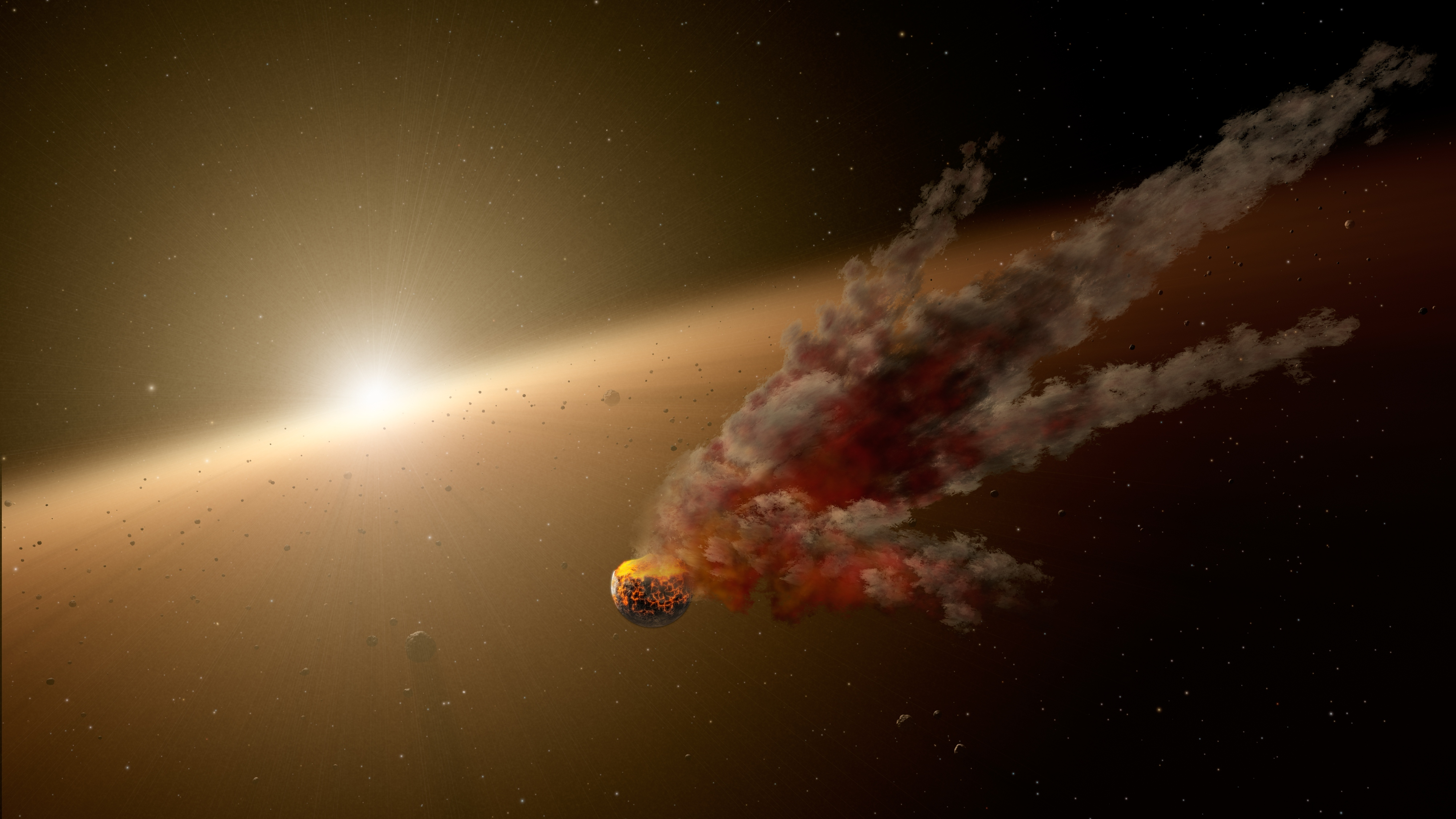
Colisão de asteroide — construindo planetas (visão artística)

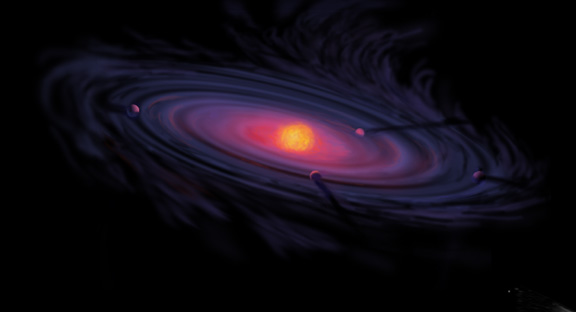
Visão artística do disco protoplanetário

Quando a protoestrela cresceu a ponto de se inflamar para formar uma estrela, o disco remanescente é expulso por fotoevaporação, vento solar, arrasto de Poynting-Robertson e outros efeitos. Daí em diante, pode haver muitos protoplanetas orbitando a estrela ou um ao outro, mas com o tempo muitos vão colidir, formando um único planeta maior ou liberando material que será absorvido por outros protoplanetas ou planetas. Os objetos que tiverem massa suficiente vão capturar a maior parte do material na sua vizinhança orbital, tornando-se planetas. Enquanto isso, os protoplanetas que evitarem as colisões podem se tornar satélites naturais de planetas por um processo de captura gravitacional ou permanecer em cinturões com outros objetos, tornando-se planetas anões ou corpos menores.
O impacto energético dos pequenos planetesimais, bem como a desintegração radioativa, aquece o crescente planeta, fazendo com que ele se funda, pelo menos parcialmente. O interior do planeta começa a se diferenciar pela massa, desenvolvendo um núcleo mais denso. Os planetas terrestres menores perdem a maior parte da sua atmosfera por causa desta acreção, mas os gases perdidos podem ser repostos pela perda de gás do manto e pelos impactos subsequentes de cometas. Os planetas menores perdem qualquer atmosfera que ganhem, por meio de vários mecanismos de escape.
Com a descoberta e observação de sistemas planetários em torno de outras estrelas, torna-se possível elaborar, revisar ou mesmo substituir este processo. Acredita-se atualmente que o nível de metalicidade — um termo astronômico que descreve a abundância de elementos químicos com número atômico maior que 2 (hélio) — determine a probabilidade de uma estrela possuir planetas. Logo, acredita-se que uma estrela da População I rica em metal terá provavelmente um sistema planetário mais substancial do que uma estrela da População II pobre em metal.

## Sistema Solar
De acordo com as atuais definições da UAI, existem oito planetas no Sistema Solar, que são (em distância crescente do Sol): Mercúrio, Vênus, Terra, Marte, Júpiter, Saturno, Urano e Netuno. Júpiter é o maior, com 318 vezes a massa da Terra, enquanto Mercúrio é o menor, com 0,055 massa da Terra.

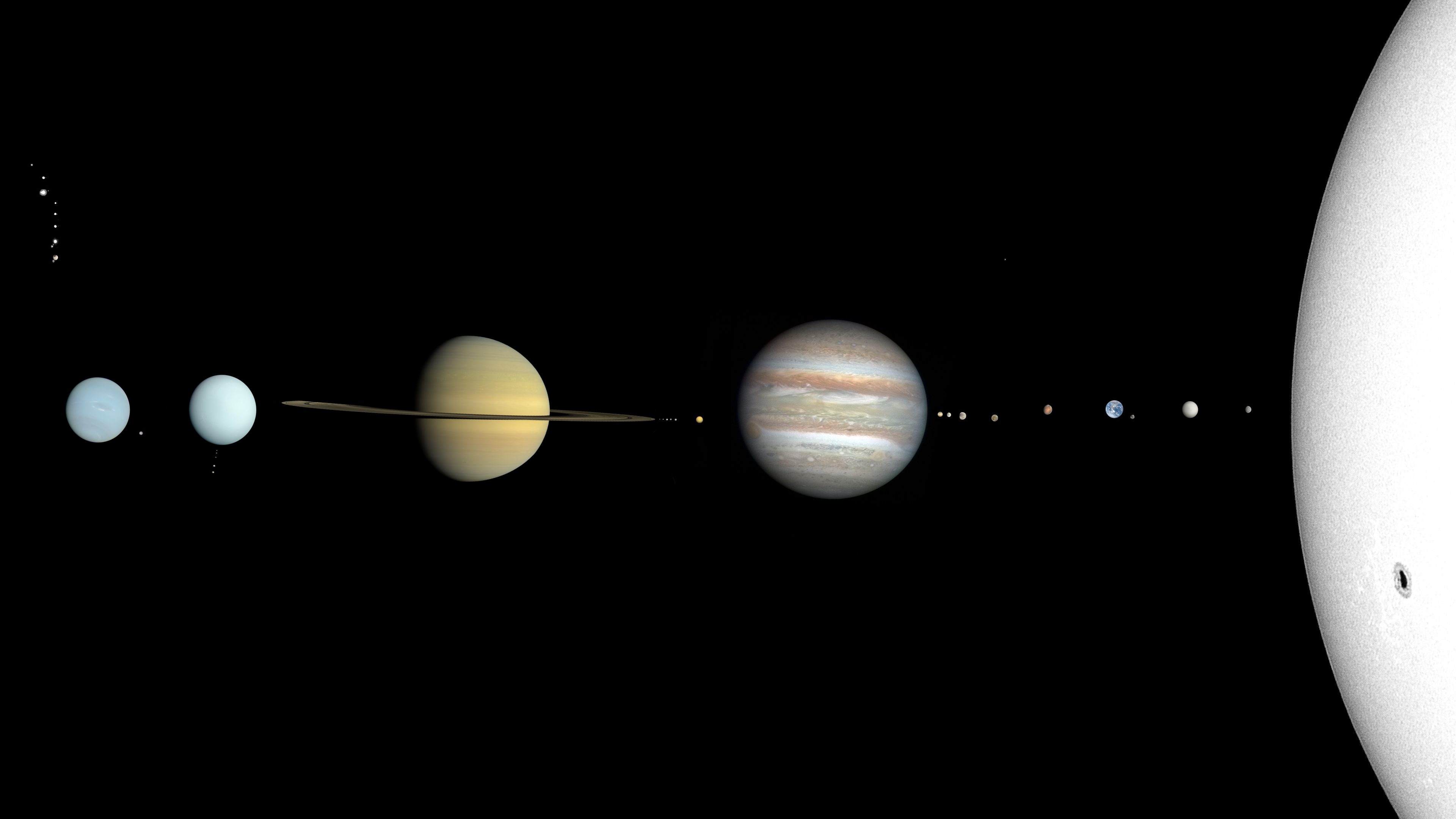
O tamanho do Sol, dos planetas, dos planetas anões e das luas em escala, rotulado. A distância dos objetos não está em escala. O cinturão de asteroides fica entre as órbitas de Marte e Júpiter, o cinturão de Kuiper fica além da órbita de Netuno.

Os planetas do Sistema Solar podem ser divididos em categorias com base em sua composição:
- Terrestres ou Telúricos: planetas similares à Terra, com corpos em sua maioria compostos de rochas: Mercúrio, Vênus, Terra e Marte. A Terra é o maior e Mercúrio o menor planeta terrestre.[114]
- Gigantes gasosos (jovianos): planetas compostos em sua maior parte de materiais gasosos, substancialmente maiores do que os terrestres: Júpiter, Saturno, Urano e Netuno. Júpiter é o maior deles, com massa 318 vezes a da Terra, e Saturno o segundo, com 95 vezes a massa da Terra.[115]
- Gigantes de gelo, contemplando Urano e Netuno, são uma subclasse dos gigantes gasosos, distinguindo-se desses por sua massa muito menor (apenas 14 e 17 vezes a da Terra); são compostos principalmente de materiais de baixo ponto de ebulição, como água, metano e amônia, com espessas atmosferas de hidrogênio e hélio.[116]

### Atributos planetários
| | Nome     | Diâmetro equatorial[a] | Massa[a] | Semieixo maior (UA) | Período orbital (anos)[a] | Inclinação com o equador do Sol (°) | Excentricidade orbital | Período de rotação (dias) | Satélites naturais[c] | Inclinação axial (°) | Aneis | Atmosfera   |
| --- | -------- | ---------------------- | -------- | ------------------- | ------------------------- | ----------------------------------- | ---------------------- | ------------------------- | --------------------- | -------------------- | ----- | ----------- |
| Terrestres | Mercúrio | 0,383                  | 0,06     | 0,39                | 0,24                      | 3,38                                | 0,206                  | 58,65                     | 0                     | 0,10                 | não   | mínima      |
| Terrestres | Vênus    | 0,949                  | 0,81     | 0,72                | 0,62                      | 3,86                                | 0,007                  | −243,02                   | 0                     | 177,30               | não   | CO2, N2     |
| Terrestres | Terra[b] | 1,000                  | 1,00     | 1,00                | 1,00                      | 7,25                                | 0,017                  | 1,00                      | 1                     | 23,44                | não   | N2, O2      |
| Terrestres | Marte    | 0,532                  | 0,11     | 1,52                | 1,88                      | 5,65                                | 0,093                  | 1,03                      | 2                     | 25,19                | não   | CO2, N2, Ar |
| Gigantes gasosos | Júpiter  | 11,209                 | 317,83   | 5,20                | 11,86                     | 6,09                                | 0,048                  | 0,41                      | 79                    | 3,12                 | sim   | H2, He      |
| Gigantes gasosos | Saturno  | 9,449                  | 95,16    | 9,54                | 29,45                     | 5,51                                | 0,054                  | 0,44                      | 82                    | 26,73                | sim   | H2, He      |
| Gigantes gasosos | Urano    | 4,007                  | 14,54    | 19,19               | 84,02                     | 6,48                                | 0,047                  | −0,72                     | 27                    | 97,86                | sim   | H2, He, CH4 |
| Gigantes gasosos | Netuno   | 3,883                  | 17,15    | 30,07               | 164,79                    | 6,43                                | 0,009                  | 0,67                      | 14                    | 29,60                | sim   | H2, He, CH4 |
| Legenda de cores: planetas terrestres gigantes gasosos gigantes gelados (ambos são gigantes gasosos). (a) Para valores absolutos veja o artigo Terra |          |                        |          |                     |                           |                                     |                        |                           |                       |                      |       |             |

## Planetas extrassolares

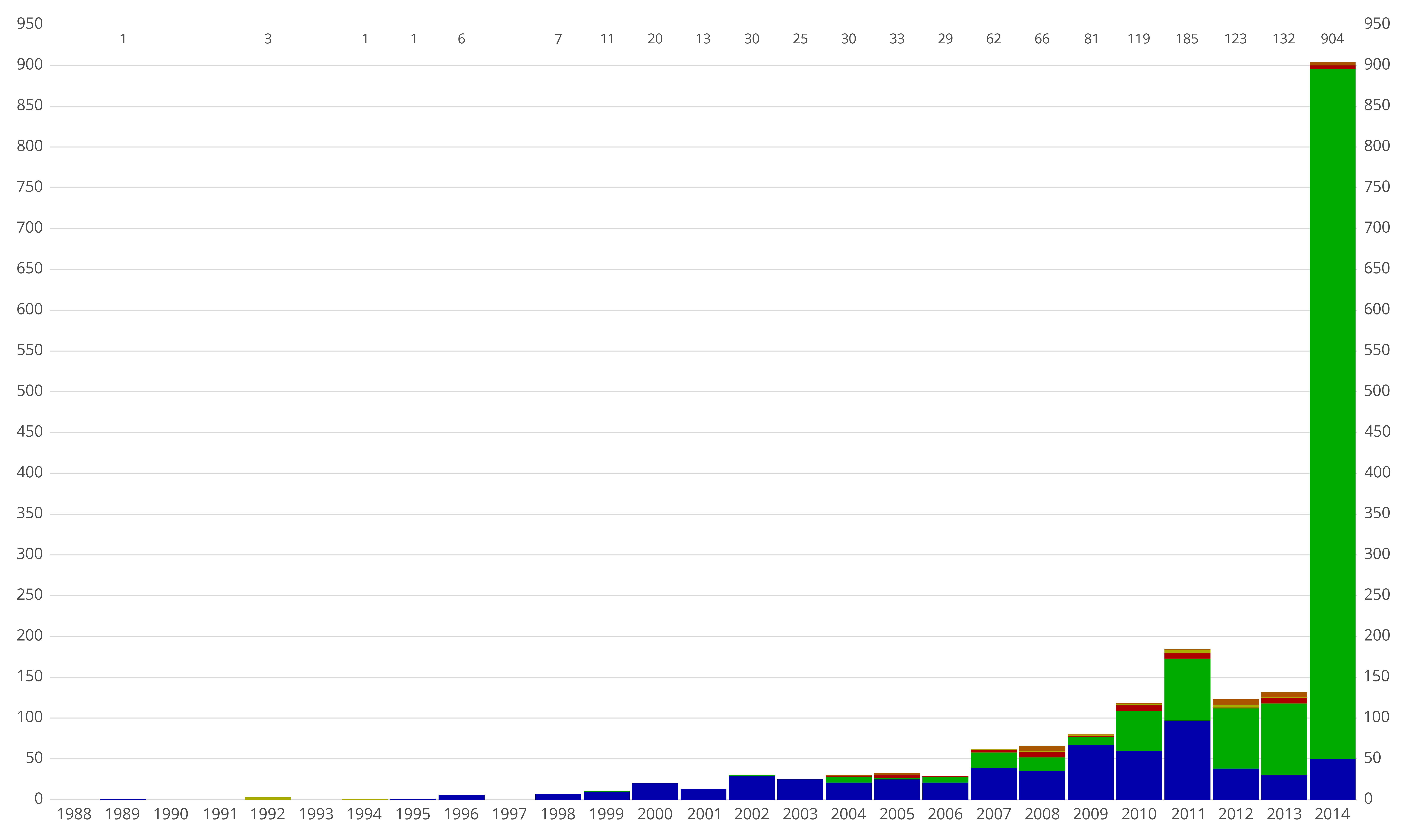
Exoplanetas, por ano de descoberta, até setembro de 2014

Planetas extrassolares ou exoplanetas são planetas fora do Sistema Solar. Até 1º de março de 2021, há 4 687 planetas extrassolares confirmados em 3 463 sistemas, com 770 sistemas tendo mais de um planeta.
No início de 1992, os radioastrônomos Aleksander Wolszczan e Dale Fran anunciaram a descoberta de dois planetas orbitando o pulsar PSR 1257+12. Esta descoberta foi confirmada e é geralmente considerada a primeira detecção definitiva de exoplanetas. Acredita-se que esses planetas de pulsar se tenham formado de remanescentes pouco usuais da supernova que produziu o pulsar, numa segunda rodada de formação planetária, ou então são os núcleos rochosos remanescentes de planetas gigantes que sobreviveram à supernova e depois decaíram para a órbita atual.

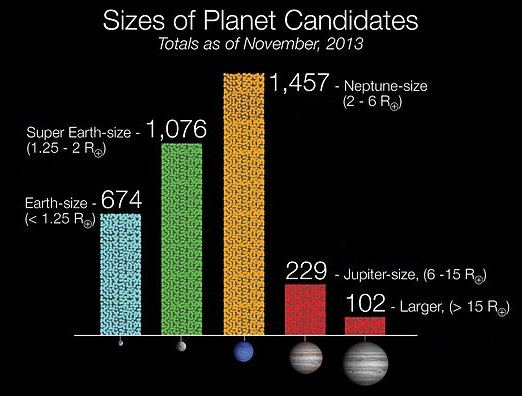
Tamanhos de candidatos o planeta "Kepler" — baseado em 2 740 candidatos orbitando 2 036 estrelas desde 4 de novembro de 2013 (NASA)

A primeira descoberta confirmada de um planeta extrassolar orbitando uma estrela comum da sequência principal ocorreu em 6 de outubro de 1995, quando Michel Mayor e Didier Queloz, da Universidade de Genebra, anunciaram a detecção de um exoplaneta em torno de 51 Pegasi. A partir daí e até a missão Kepler, a maior parte dos planetas extrassolares eram gigantes gasosos com massa comparável ou maior do que a de Júpiter, uma vez que eles eram detectados mais facilmente. O catálogo de candidatos os planetas Kepler consiste principalmente de planetas do tamanho de Netuno e menores, a até menores que Mercúrio.
Há tipos de planetas que não existem no Sistema Solar: superterras e mininetunos, que podem ser rochosos como a Terra ou uma mistura de voláteis e gás como Netuno — um raio de 1,75 vez o da Terra pode ser uma linha divisória entre os dois tipos de planeta. Existem os Jupiteres quentes, que orbitam muito próximo a suas estrelas e podem evaporar para se tornarem planetas ctônicos, que são os remanescentes de núcleos. Outro tipo possível são os planetas de carbono, que se formam em sistemas com proporção de carbono maior do que a do Sistema Solar.
Um estudo de 2012, analisando dados de microlente gravitacional, estima uma média de 1,6 planeta ligado a cada estrela da Via Láctea.
Em 20 de dezembro de 2011, a equipe do telescópio espacial Kepler registrou a descoberta dos primeiros planetas extrassolares do tamanho da Terra, Kepler-20e e Kepler-20f, orbitando uma estrela similar ao Sol, Kepler-20.
Aproximadamente uma em cada cinco estrelas similares ao Sol possuem planeta do tamanho da Terra na zona habitável, portanto a mais próxima seria esperada estar a até 12 anos-luz de distância da Terra. A frequência de ocorrência de tais planetas terrestres é uma das variáveis da equação de Drake, que estima o número de civilizações inteligentes e comunicativas que existem na Via Láctea.
Há exoplanetas que estão muito mais próximos da sua estrela do que qualquer planeta do Sistema Solar está do Sol, e também há exoplanetas que estão muito mais distantes da sua estrela. Mercúrio, o planeta mais próximo do Sol, a 0,4 UA, leva 88 dias em uma órbita, mas as órbitas mais curtas conhecidas para exoplanetas levam apenas algumas horas. O sistema Kepler-1 possui cinco dos seus planetas em órbitas mais curtas do que a de Mercúrio, todos eles mais massivos do que Mercúrio. Netuno está a 30 UA do Sol e leva 165 anos para orbitá-lo, mas há exoplanetas que estão a centenas de UA de sua estrela e levam mais de mil anos para orbitá-la, como por exemplo 1RXS1609 b.

## Objetos de massa planetária
Um objeto de massa planetária ou planemo é um objeto celeste com uma massa dentro da faixa da definição de planeta: suficientemente massivo para alcançar o equilíbrio hidrostático (tornar-se esférico por força de sua própria gravidade), porém não para sustentar a fusão do núcleo como uma estrela. Por definição, todos os planetas são ‘’objetos de massa planetária’’, mas o objetivo deste termo é descrever objetos que não se encaixem nas expectativas típicas de um planeta. Esses incluem planetas anões, que são arredondados por sua própria gravidade (mas não massivos o suficiente para limpar a sua órbita), satélites de massa planetária e planemos livres, que podem ter sido ejetados de um sistema (planeta interestelar) ou formados por colapso de nebulosa e não por acreção (às vezes chamadas subanãs marrons).

### Planetas anões
Um planeta anão é um objeto de massa planetária que não é nem um planeta verdadeiro nem um satélite natural; ele está em órbita direta de uma estrela, é suficientemente massivo para que sua gravidade o comprima em uma forma hidrostaticamente equilibrada (geralmente um esferoide), mas não limpou sua vizinhança de outros materiais em torno de sua órbita. Alan Stern, cientista planetário e investigador da New Horizons, que propôs o termo "planeta anão", argumentou que a localização não deveria importar e que apenas atributos geofísicos deveriam ser levados em consideração, e que os planetas anões são, portanto, um subtipo de planetas. A UAI aceitou o termo (em vez do mais neutro "planetoide"), mas decidiu classificar os planetas anões como uma categoria separada de objeto.

### Planetas órfãos
Várias simulações por computador da formação de sistemas estelares e planetários sugeriram que alguns objetos de massa planetária seriam ejetados para o espaço interestelar. Esses objetos são chamados "planetas órfãos" ou "planetas interestelares".

### Subanãs marrons

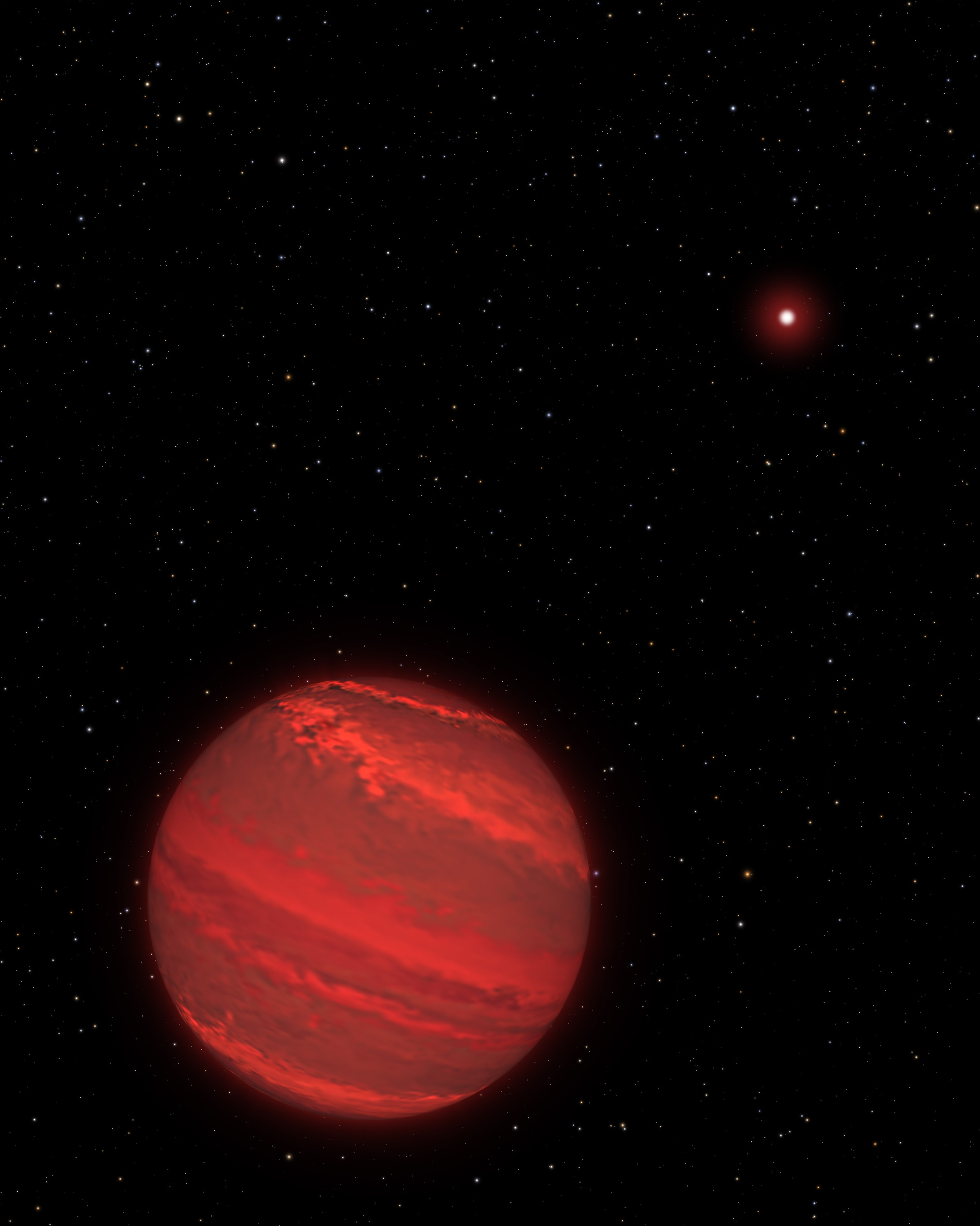
Concepção artística de um superjúpiterorbitando a anã marrom 2M1207.

As estrelas se formam por meio do colapso gravitacional de nuvens de gás, mas objetos menores também podem se formar a partir do colapso de nuvem. Objetos de massa planetária formados dessa forma são às vezes chamados subanãs marrons. As subanãs marrons podem ser objetos livres, como o Cha 110913-773444 ou o OTS 44, ou orbitar um objeto maior, como o 2MASS J04414489+2301513.
Sistemas binários de subanãs marrons são teoricamente possíveis; acreditou-se inicialmente que Oph 162225-240515 seria um sistema binário com uma anã marrom de 14 massas de Júpiter e uma subanã marrom de 7 massas de Júpiter, mas observações posteriores revisaram as estimativas de massa para acima de 13 massas de Júpiter, o que classifica o par como anãs marrons.

### Planetas satélites
Alguns satélites grandes são de tamanho similar ou maiores do que Mercúrio, como, por exemplo, as luas de Galileu e Titã, de Júpiter. Alan Stern argumentou que a localização não deveria importar e somente atributos geofísicos deveriam ser levados em conta na definição de um planeta, tendo proposto o termo ‘’planeta satélite’’ para um objeto do tamanho de um planeta orbitando outro planeta. Da mesma forma, objetos com tamanho de planetas no cinturão de asteroides ou no cinturão de Kuiper deveriam também ser planetas, de acordo com Stern.

### Planetas capturados
Planetas interestelares em aglomerados estelares possuem velocidades similares às das estrelas e, portanto, podem ser recapturados. Eles tipicamente são capturados em órbitas largas entre 100 e 105 UA. A eficiência da captura decresce com o aumento do volume do aglomerado, e para um dado aglomerado ela aumenta com a massa da estrela primária. Ela praticamente independe da massa do planeta. Planetas isolados ou múltiplos podem ser capturados em órbitas arbitrariamente desalinhadas, não coplanares entre si ou com a rotação da estrela ou de um sistema planetário preexistente.

## Atributos
Embora cada planeta possua características físicas únicas, existem alguns pontos em comum entre eles. Algumas dessas características, como anéis ou satélites naturais, até hoje foram observados somente no Sistema Solar, enquanto outras são também comumente observadas em planetas extrassolares.

### Características dinâmicas

#### Órbita

A órbita de Netuno comparada à de Plutão. Note-se a elongação da órbita de Plutão em relação à de Netuno (excentricidade), bem como o seu grande ângulo em relação à eclíptica (inclinação).

De acordo com as definições atuais, todos os planetas devem girar em torno de estrelas; logo, quaisquer planetas órfãos são excluídos. No Sistema Solar, todos os planetas orbitam o Sol no mesmo sentido da rotação do Sol (anti-horário, para um observador sobre o polo norte do Sol). Pelo menos um planeta extrassolar, WASP-17b, foi descoberto numa órbita em sentido oposto ao da rotação da sua estrela.
O período de uma revolução de um planeta em sua órbita é conhecido como o seu período sideral ou ano. Um ano de um planeta depende da sua distância para a sua estrela; quanto mais longe um planeta está da sua estrela, não apenas ele terá maior distância para percorrer, como também menor será sua velocidade, pois ele será menos afetado pela gravidade da estrela. Como nenhuma órbita de planeta é perfeitamente circular, a distância varia ao longo do ano. A maior aproximação para a sua estrela é chamada o seu periastro (periélio no Sistema Solar), enquanto a maior separação é chamada apoastro (afélio). À medida que um planeta se aproxima do periastro, sua velocidade aumenta pela transformação da energia potencial gravitacional em energia cinética, da mesma forma como um objeto em queda livre na Terra ganha velocidade à medida que cai; quando o planeta atinge o apoastro, sua velocidade diminui, da mesma forma como um objeto atirado para cima na Terra perde velocidade quando se aproxima do ápice da sua trajetória.
A órbita de cada planeta é definida por um conjunto de elementos:
• A excentricidade de uma órbita descreve quão alongada ela é. Planetas com baixa excentricidade têm órbitas mais circulares, enquanto planetas com alta excentricidade têm órbitas mais elípticas. Os planetas do Sistema Solar têm excentricidades muito baixas e, portanto, órbitas quase circulares. Cometas e objetos do Cinturão de Kuiper, assim como vários planetas extrassolares, têm excentricidades muito altas, logo órbitas fortemente elípticas.
- O semieixo maior é a distância de um planeta até a metade do maior diâmetro da sua órbita elíptica (ver imagem). Esta distância não é igual ao apoastro, porque nenhuma órbita de planeta tem a estrela no seu centro.[140]
- A inclinação de um planeta indica o quanto sua órbita está acima ou abaixo de um plano de referência. No Sistema Solar, o plano de referência é o plano da órbita da Terra, chamado eclíptica. Para planetas extrassolares, o plano, conhecido como ‘’’plano celeste’’’, é o plano da linha de visão do observador a partir da Terra.[145] Os oito planetas do Sistema Solar estão todos muito próximos da eclíptica, enquanto cometas e objetos do Cinturão de Kuiper, como Plutão, estão a ângulos muito maiores em relação a ela.[146] Os pontos em que um planeta atravessa acima e abaixo o seu plano de referência são chamados nós ascendente e descendente.[140] A longitude do nó ascendente é o ângulo entre a longitude zero do plano de referência e o nó ascendente do planeta. O argumento do periastro (ou periélio no Sistema Solar) é o ângulo entre o nó ascendente do planeta e a sua maior aproximação da estrela.[140]

#### Inclinação axial

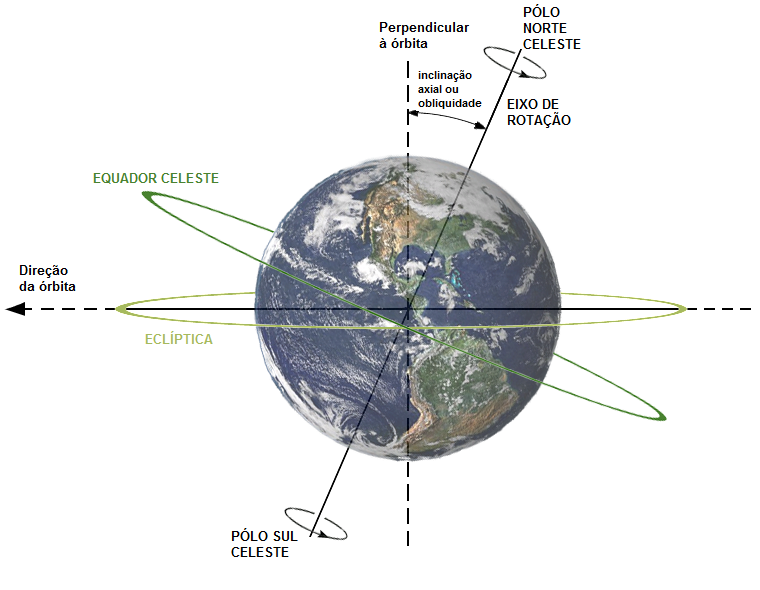
A inclinação axial da Terra é de cerca de 23,4°. Ela oscila entre 22,1° e 24,5°, num ciclo de 41 mil anos e atualmente está decrescendo

Os planetas também têm graus variados de inclinação axial: eles estão a um determinado ângulo do plano do equador das suas estrelas. Isto faz variar a quantidade de luz recebida em cada hemisfério ao longo do ano; quando o hemisfério norte não está voltado para a sua estrela, o hemisfério sul aponta para ela, e vice-versa. Cada planeta possui, portanto, estações do ano: mudanças no clima ao longo do ano. O momento em que cada hemisfério está mais distante ou mais próximo da sua estrela é chamado solstício. Cada planeta tem dois no curso de um ano; quando um hemisfério tem o seu solstício de verão (o dia é mais longo), o outro tem o seu solstício de inverno (o dia é mais curto).
A quantidade variável de luz e calor recebida em cada hemisfério cria mudanças anuais nos padrões de clima em cada metade do planeta. A inclinação axial de Júpiter é muito pequena, portanto sua variação sazonal é mínima. Urano, por outro lado, tem uma inclinação axial tão extrema que ele está virtualmente de lado, o que significa que os seus hemisférios estão sempre iluminados ou sempre na escuridão na época dos seus solstícios. Entre os planetas extrassolares, as inclinações axiais não são conhecidas com certeza, embora se acredite que a maior parte dos Jupiteres quentes tenha inclinação axial desprezível ou nula, como resultado da proximidade com as suas estrelas.

#### Rotação
Os planetas giram em torno de eixos invisíveis que passam pelos seus centros. O período de rotação de um planeta é chamado o seu dia. A maioria dos planetas no Sistema Solar gira no mesmo sentido em que orbita o Sol, que é anti-horário, para um observador acima do polo norte do Sol. Exceções são Vênus e Urano, que giram no sentido horário, embora a extrema inclinação axial de Urano leve a diferentes convenções sobre qual dos seus polos é o "norte" e, portanto, se o planeta está girando no sentido horário ou anti-horário. Entretanto, qualquer que seja a convenção usada, Urano tem rotação retrógrada em relação a sua órbita.
A rotação de um planeta pode ser induzida por vários fatores durante a sua formação. Um momento angular resultante pode ser induzido pelas contribuições individuais de momentos angulares de objetos acretados. A acreção de gás pelos gigantes gasosos também pode contribuir para o momento angular. Finalmente, nos últimos estágios da formação do planeta, um processo estocástico de acreção protoplanetária pode alterar randomicamente o eixo de rotação de um planeta.
Há uma grande variação na duração de um dia entre os planetas, com Vênus levando 243 dias terrestres para dar uma volta e os gigantes gasosos apenas algumas horas. Os períodos rotacionais de planetas extrassolares não são conhecidos, entretanto, para os Jupiteres quentes, sua proximidade para as suas estrelas significa que estão em acoplamento de maré (suas órbitas estão sincronizadas com suas rotações). Isto significa que eles somente mostram uma face para as suas estrelas, ficando um lado em dia perpétuo e o outro em noite perpétua.

#### Dominância orbital
A característica dinâmica definidora de um planeta é que ele tenha limpado a sua vizinhança. Um planeta que limpou a sua vizinhança acumulou massa suficiente para agrupar ou afastar todos os planetesimais na sua órbita. Com efeito, ele orbita a sua estrela isoladamente, em oposição a compartilhar a órbita com uma multidão de objetos de tamanho similar. Esta característica foi estabelecida como parte da definição oficial de planeta da UAI em agosto de 2006. O critério exclui corpos planetários como Plutão, Éris e Ceres da lista de planetas habilitados, fazendo deles planetas anões. Embora até o momento este critério somente se aplique ao Sistema Solar, alguns sistemas extrassolares jovens foram encontrados nos quais as evidências sugerem que a dominância orbital está acontecendo dentro dos discos estelares.

### Características físicas

#### Massa
Uma característica física definidora de um planeta é que ele tenha massa suficiente para que a força de sua própria gravidade domine as forças eletromagnéticas que unem a sua estrutura física, levando a um estado de equilíbrio hidrostático. Isto efetivamente significa que todos os planetas são esféricos ou esferoidais. Até uma determinada massa, um objeto pode ter uma forma irregular, mas a partir deste ponto, que varia em função da sua composição química, a gravidade começa a puxar o objeto em direção ao seu centro de massa, até que ele colapsa, tornando-se uma esfera.
A massa é também o primeiro atributo pelo qual os planetas se distinguem das estrelas. O limite superior de massa para planetas é aproximadamente 13 vezes a massa de Júpiter (MJ) para objetos com abundância natural semelhante ao Sol, a partir do que ele ganha condição favorável para a fusão nuclear. Além do Sol, nenhum objeto com tal massa existe no Sistema Solar, mas há planetas extrassolares neste limite. Não há uma concordância universal para o limite de 13 MJ, e a Enciclopédia de Planetas Extrassolares inclui objetos de até 60 MJ, enquanto o Exoplanet Data Explorer considera até 24 massas de Júpiter.
O menor planeta conhecido, excluindo planetas anões e satélites, é PSR B1257+12A, um dos primeiros planetas extrassolares descobertos, que foi encontrado em 1992 em órbita de um pulsar. Sua massa é aproximadamente a metade da de Mercúrio. O menor planeta conhecido orbitando uma estrela da sequência principal que não o Sol é Kepler-37b, com massa (e raio) ligeiramente maior do que a da Lua.

#### Diferenciação interna

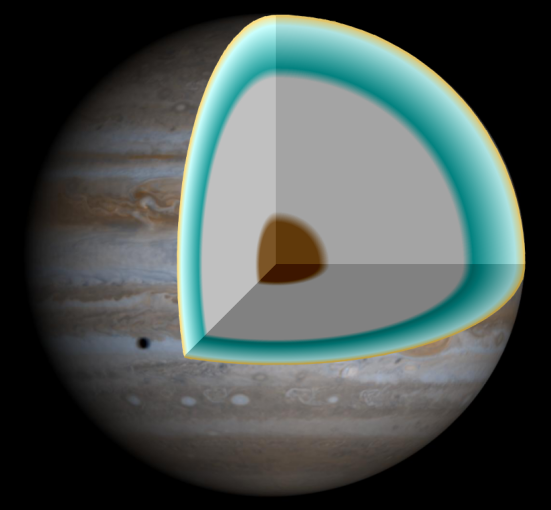
Ilustração do interior de Júpiter, com um núcleo rochoso coberto por uma espessa camada de hidrogênio metálico

Todo planeta iniciou sua existência em um estado inteiramente fluido; no início da formação, os materiais mais densos e pesados migraram para o centro, deixando os mais leves perto da superfície. Cada um, portanto, tem o interior diferenciado, consistindo em um núcleo planetário denso, cercado de um manto que é ou era fluido. Os planetas terrestres são selados com crostas duras, mas nos gigantes gasosos o manto simplesmente se dissolve nas camadas superiores de nuvens. Os planetas terrestres possuem núcleos de elementos como ferro e níquel e mantos de silicatos. Acredita-se que Júpiter e Saturno possuam núcleos de rocha e metal, cercados de mantos de hidrogênio metálico. Urano e Netuno, que são menores, possuem núcleos rochosos, cercado de mantos de água, amônia, metano e outros "gelos" (substâncias voláteis com pontos de fusão acima de 100 K). A ação dos fluidos internos aos núcleos dos planetas cria um geodínamo, que gera um campo magnético.

#### Atmosfera

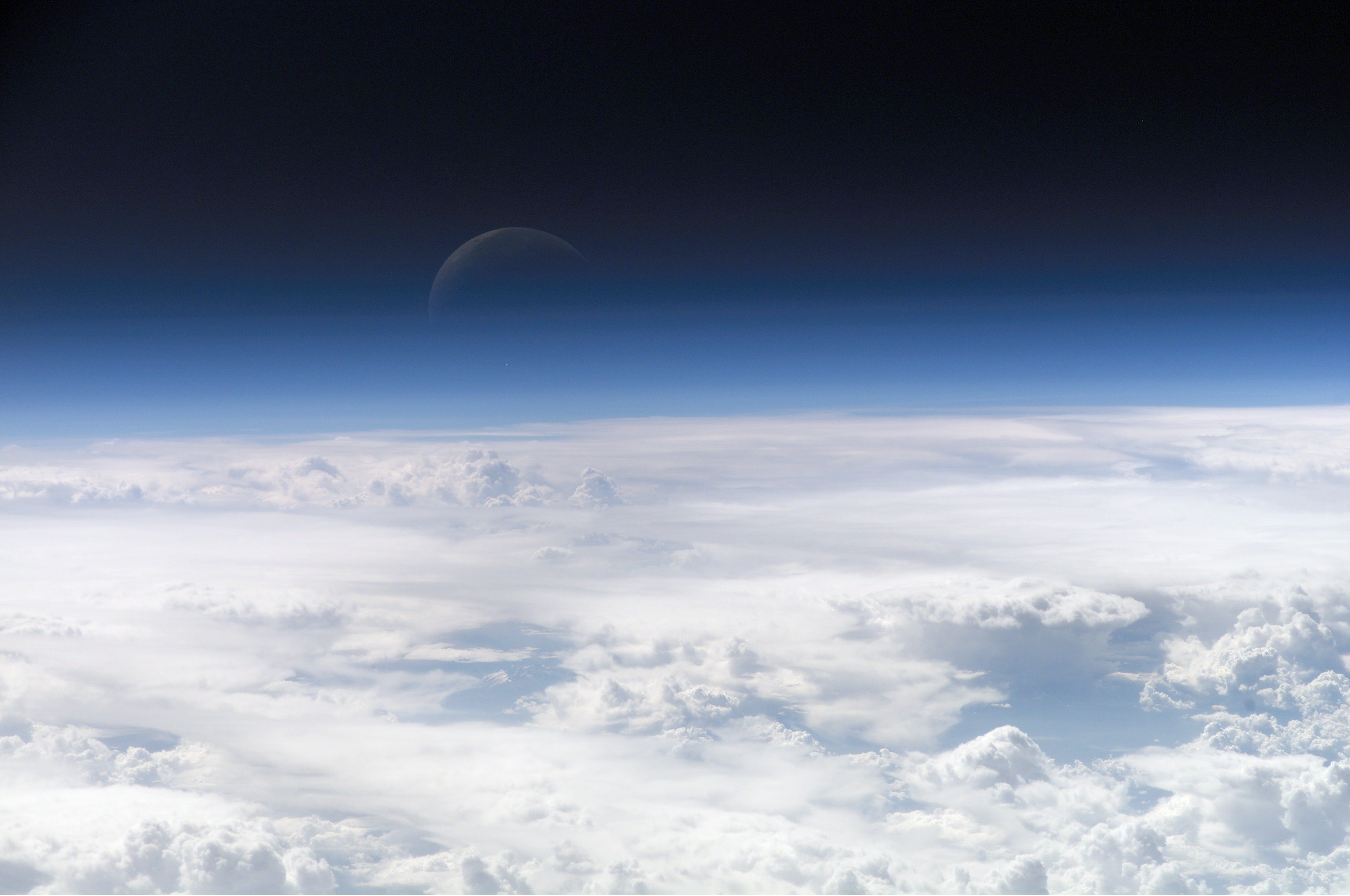
Atmosfera da Terra.

Todos os planetas do Sistema Solar têm atmosferas, uma vez que suas grandes massas tornam a gravidade suficientemente forte para manter partículas gasosas próximas à superfície. Os gigantes gasosos maiores têm massa suficiente para manter grandes quantidades dos gases leves hidrogênio e hélio, enquanto os planetas menores perdem esses gases para o espaço. A composição da atmosfera da Terra é diferente da dos outros planetas porque os diversos processos da vida que ocorreram no planeta introduziram oxigênio molecular livre.
As atmosferas planetárias são afetadas pelos variados graus de energia recebida tanto do Sol quanto dos seus interiores, levando à formação de sistemas climáticos dinâmicos, como os furacões (na Terra), tempestades de areia em escala planetária (em Marte), um anticiclone do tamanho da Terra em Júpiter (chamado a Grande Mancha Vermelha) e buracos na atmosfera (em Netuno). Pelo menos em um planeta extrassolar, o HD 189733 b, foi identificado um sistema climático similar à Grande Mancha Vermelha, mas duas vezes maior.
Foi observado que os Jupiteres quentes perdem suas atmosferas para o espaço devido à radiação estelar, tal qual as caudas dos cometas. Esses planetas podem ter grandes diferenças na temperatura entre os seus lados de dia e de noite, o que produz ventos supersônicos; no entanto, os lados de dia e de noite do HD 1889733 b parecem ter temperaturas muito similares, indicando que a atmosfera efetivamente redistribui a energia da estrela em torno do planeta.

#### Magnetosfera

Representação esquemática da magnetosfera da Terra.

Uma característica importante dos planetas são seus momentos magnéticos intrínsecos, que dão origem a magnetosferas. A presença de um campo magnético indica que o planeta ainda é geologicamente ativo. Em outras palavras, planetas magnetizados possuem fluxos de materiais condutores elétricos em seu interior, gerando os campos magnéticos. Esses campos modificam significativamente a interação entre o planeta e o vento solar. Um planeta magnetizado cria uma cavidade no vento solar no seu entorno, chamada magnetosfera, que o vento solar não consegue penetrar. A magnetosfera pode ser muito maior do que o próprio planeta. Em contraste, planetas não magnetizados têm somente pequenas magnetosferas induzidas pela interação da ionosfera com o vento solar, que não é capaz de proteger efetivamente o planeta.
Dos oito planetas do Sistema Solar, apenas Vênus e Marte carecem de um campo magnético, enquanto a lua Ganimedes, de Júpiter, possui um. Dos planetas magnetizados, o campo de Mercúrio é o mais fraco, mal conseguindo defletir o vento solar. O campo magnético de Ganimedes é várias vezes maior, enquanto o de Júpiter é o maior do Sistema Solar, tão forte que representa um sério risco para a segurança de futuras missões tripuladas para as suas luas. A força dos campos magnéticos dos outros planetas gigantes é aproximadamente similar à da Terra, mas os seus momentos magnéticos são significativamente maiores. Os campos magnéticos de Urano e Netuno são fortemente inclinados em relação ao eixo rotacional e deslocados do centro do planeta.
Em 2004, uma equipe de astrônomos no Havaí observou um planeta extrassolar em torno da estrela HD 179949 que parecia estar criando uma mancha na superfície da sua estrela. A equipe lançou a hipótese de que a magnetosfera do planeta estava transferindo energia para a superfície da estrela, aumentando sua já alta temperatura de 7 760 °C em mais 400 °C.

### Características secundárias

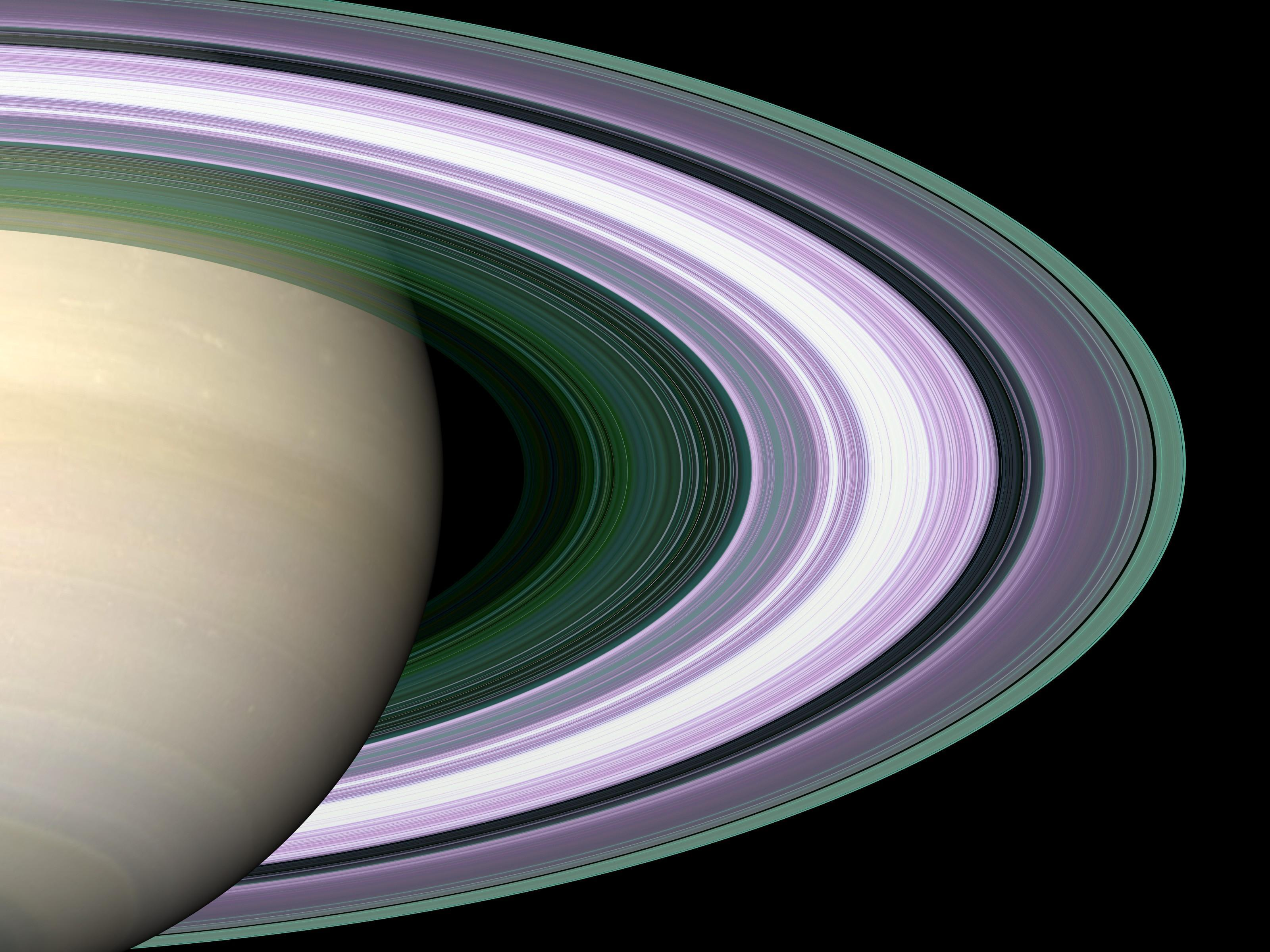
Os anéis de Saturno.

Vários planetas ou planetas anões no Sistema Solar, como Netuno e Plutão, têm períodos orbitais que estão em ressonância orbital entre si ou com corpos menores (isto também é comum em sistemas de satélites). Todos, com exceção de Mercúrio e Vênus, têm satélites naturais, frequentemente chamados de "luas". A Terra tem um, Marte dois e os gigantes gasosos têm numerosas luas, em sistemas planetários complexos. Muitas luas de gigantes gasosos têm características similares aos planetas terrestres e planetas anões e algumas têm sido estudadas como possíveis locações para a vida (especialmente Europa).
Os quatro gigantes gasosos são também orbitados por anéis planetários de tamanhos e complexidades variados. Os anéis são compostos principalmente de poeira e material particulado, mas podem abrigar pequenas luas cuja gravidade formata e mantém a sua estrutura. Embora a origem dos anéis planetários não seja conhecida com precisão, acredita-se que eles sejam resultado de satélites naturais que tenham caído abaixo do limite de Roche dos seus planetas e foram desintegrados pela força de maré.
Não foram observadas características secundárias em planetas extrassolares. Entretanto, acredita-se que a subanã marrom Cha 110913-773444, que foi descrita como um planeta órfão, seja orbitada por um pequeno disco protoplanetário e foi mostrado que a subanã marrom OTS 44 está cercada por um disco protoplanetário substancial de pelo menos dez massas terrestres.